# Élections législatives grecques de 1920

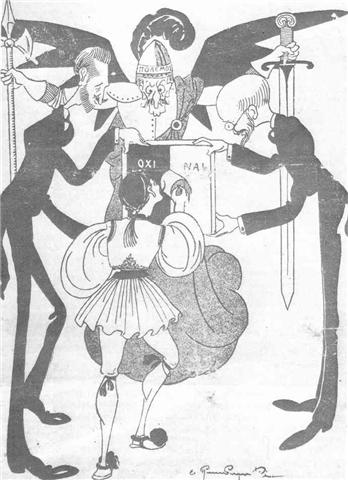
Caricature grecque de 1920 qui montre qu'en votant, la population a le choix entre la guerre et la paix.

Les élections législatives grecques du 1er novembre 1920 se déroulent quelques jours après la disparition inattendue du roi Alexandre Ier de Grèce, pendant la guerre gréco-turque de 1919-1922. Elles aboutissent à une victoire éclatante des monarchistes partisans de la restauration de Constantin Ier face au mouvement du Premier ministre Elefthérios Venizélos. Dimítrios Rállis remplaça ce dernier comme chef du gouvernement le 18 novembre.

## Fonctionnement du scrutin
Conformément à la constitution de 1864, les élections se déroulèrent au suffrage masculin direct et secret. Depuis 1877, hormis quelques exceptions, tous les hommes de plus de 21 ans étaient électeurs. Les députés étaient répartis en proportion de la population de la province : un député pour 10 000 habitants ; avec un minimum de 150 députés. Une loi de 1862 stipulait de plus que les Grecs « hétérochtones » (vivant hors des frontières du pays, à l'inverse des « autochtones » vivant à l'intérieur) étaient aussi électeurs.
Les députés étaient élus à la majorité absolue, au niveau provincial. Chaque électeur disposait d'autant de votes qu'il y avait de candidats. Les électeurs, la plupart analphabètes, ne votaient pas avec des bulletins, mais avec des boules de plomb. Il y avait autant d'urnes qu'il y avait de candidats. L'électeur glissait la main dans l'urne et plaçait sa boule soit à droite (partie blanche, inscrite « oui »), soit à gauche (partie noire, inscrite « non »). Les urnes étaient en acier recouvert de laine pour éviter qu'un bruit quelconque informe de la façon dont l'électeur avait voté. Le député qui avait obtenu la majorité (en principe), mais proportionnellement le plus de voix (dans la réalité) était élu.

## Contexte
Organisées cinq ans après les dernières législatives, les élections de 1920 se déroulent dans un contexte difficile. Elles prennent rapidement l'apparence d'un affrontement entre vénizélistes, favorables à la poursuite du conflit contre la Turquie de Mustafa Kemal, et royalistes partisans d'une paix rapide.

## Résultats
Il y avait 369 sièges à pourvoir. Avec ce nombre de députés double, le parlement était donc considéré comme une assemblée constituante,. Il y eut 746 946 suffrages exprimés.
Dimítrios Rállis devint Premier ministre le 18 novembre.
| Partis | Votes   | %     | Sièges |
| --- | ------- | ----- | ------ |
| Opposition unie                                                                                           | 368 678 | 49,36 | 251    |
| Parti libéral                                                                                             | 375 803 | 50,31 | 118    |
| Indépendants                                                                                              | 2 465   | 0,33  | 0      |
| Total | 746 946 | 100   | 370    |
| Sources : Greek Institute of Constitutional History et Pantelis, Koutsoubinas, Gerapetritis, 2010, p. 856 |         |       |        |

Remportées par les monarchistes et suivies d'un référendum, les élections n'amenèrent cependant pas la paix escomptée par la population. Une fois restauré, Constantin Ier poursuivit en effet sans succès la lutte contre la résistance turque, ce qui aboutit à la « Grande catastrophe » en 1922-1923.